# Taille (instrumento)
El taille o taille de hautbois fue un oboe tenor barroco afinado en fa. Tenía un cuerpo recto, dos llaves y una campana abierta.

## Historia
El instrumento fue utilizado por primera vez en el ballet Alcidiane de Jean-Baptiste Lully en 1658. En la época de Lully el taille se incluye en agrupaciones de viento y orquesta. Posteriormente llega a Inglaterra, Alemania y Países Bajos. A partir de 1700 se empieza a construir con una campana abombada. Henry Purcell lo incluye en su obra La profetisa o La historia de Diocleciano de 1690 y en otras obras escénicas.
También fue incluido en la orquestación de numerosas cantatas compuestas por Johann Sebastian Bach, entre las que se encuentran las siguientes:
- Gottlob! nun geht das Jahr zu Ende, BWV 28
- Der Himmel lacht! Die Erde jubilieret, BWV 31
- Geist und Seele wird verwirret, BWV 35
- Ich will den Kreuzstab gerne tragen, BWV 56
- Ach Gott, wie manches Herzeleid, BWV 58
- Wachet auf, ruft uns die Stimme, BWV 140

En la década de 1720 se sustituye por la trompa aunque en algunos lugares se mantiene algunas décadas más. Finalmente desaparece hacia 1780. El término también fue posteriormente aplicado a cualquier instrumento que desempeñaba la parte de tenor en una orquesta.
En la actualidad es inusual encontrar un taille fuera de las agrupaciones musicales de época, y suele ser sustituido por un corno inglés para la interpretación. 